# Close Enough
Close Enough è una serie animata per adulti creata da J. G. Quintel, già autore di Regular Show.

## Trama
Josh ed Emily sono due giovani genitori trentenni alle prese con la loro dura ma felice vita familiare. Vivono insieme ai loro migliori amici Alex e Bridgette.

## Episodi
| Stagione         | Episodi | Pubblicazione USA | Pubblicazione Italia |
| ---------------- | ------- | ----------------- | -------------------- |
| Prima stagione   | 15      | 2020              | 2020                 |
| Seconda stagione | 16      | 2021              | 2021                 |
| Terza stagione   | 15      | 2022              | inedita              |

## Personaggi e doppiatori

### Personaggi principali
- Josh Singleton, voce originale di J. G. Quintel, italiana di Massimo De Ambrosis.
Un aspirante  programmatore di videogiochi che lavora come installatore di tv. È un ragazzo impacciato e non molto sveglio, ma molto amorevole coi suoi amici e la sua famiglia. Il suo aspetto e i suoi modi sono basati su quelli di Quintel stesso.
- Emily Ramirez, voce originale di Gabrielle Walsh, italiana di Ilaria Latini.
Un'impiegata presso la compagnia "FoodCorp", e scrittrice di testi musicali insieme a Bridgette. A volte tende ad essere molto nervosa per via della sua vita frenetica, ma è una persona buona e creativa. È basata sulla moglie di Quintel, Cassia.
- Candice Singleton-Ramirez , voce originale di Jessica DiCicco, italiana di Claudia Scarpa.
La figlia di Josh ed Emily. Ha cinque anni e frequenta il nido. Nonostante la sua età, è una bambina in gamba e precoce.
- Alex Dorpenberger, voce originale di Jason Mantzoukas, italiana di Franco Mannella.
Migliore amico di Josh dai tempi del liceo, è un professore universitario che, per risparmiare, convive con la sua ex moglie Bridgette e con Josh, Emily e Candice. È un amico leale che aiuta Josh nelle sue avventure e nella sua vita familiare, ma anche nevrotico e insicuro, desidera il rispetto dei suoi studenti e ha bisogno di sentirsi al di sopra di tutti gli altri. Sebbene sia un esperto di antropologia e mitologia (in particolare norrena), ha dimostrato di essere un teorico della cospirazione e un eccentrico stravagante.
- Bridgette Hashima, voce originale di Kimiko Glenn, italiana di Domitilla D'Amico.
Una influencer, ex moglie di Alex e migliore amica di Emily, con la quale forma un duo musicale. Tende ad essere egocentrica e pigra e raramente tiene conto di come le sue ossessioni per i social media siano un ostacolo per i suoi amici. Tuttavia, è anche una buona amica e cerca di compensare il suo egoismo di tanto in tanto.

### Personaggi ricorrenti
- Pearle Watson, voce originale di Danielle Brooks, italiana di Graziella Polesinanti.
Una poliziotta in pensione, madre adottiva di Randy, e proprietaria del palazzo dove risiedono i protagonisti. È in ottimi rapporti con i suoi inquilini ed è una fonte affidabile di consigli o supporto per loro. Spesso fa da babysitter a Candice quando gli adulti dell'appartamento sono impegnati.
- Randy Watson, voce originale di James Adomian, italiana di Pierluigi Astore.
Il figlio adottivo di Pearle. È l'amministratore immobiliare e il tuttofare del condominio. Vive la sua vita in modo spensierato, alla ricerca dell'avventura e del brivido. Spesso agisce d'impulso e fa qualunque cosa richieda la situazione. Nella terza stagione, viene rivelata la sua omosessualità.
- Timothy Brice Campbell, voce originale di John Early, italiana di Marco Vivio.
Il maestro di Candice.
- Mr. Salt, voce originale di Fred Stoller, italiana di Roberto Draghetti (prima stagione) e Ambrogio Colombo (dalla seconda stagione in poi).
Il capo di Emily alla Food Corp.
- Dr. Glandz, voce originale di Cheri Oteri.
Un medico che lavora in un ospedale chiamato Pretty Good Samaritan.
- Dante, voce originale di Eugene Cordero.
Uno dei colleghi di Josh alla Plugger-Inners che ha una protesi del braccio.
- Jojo, voce originale di Mo Collins.
Una motociclista che è la leader delle "Mamma Fighissime" e la madre della compagna di classe di Candice, Mia.
- Trish, voce originale di Kate Higgins.
Un ex membro delle "Mamme Fighissime" e la madre della migliore amica e compagna di classe di Candice, Maddie.

## Produzione
Il 6 agosto 2020 la serie è stata rinnovata per una seconda stagione. Il 10 febbraio 2021 la serie è stata rinnovata anche per una terza stagione.

## Distribuzione
La prima stagione, suddivisa in 15 episodi brevi, è stata pubblicata interamente il 9 luglio 2020, negli Stati Uniti, su HBO Max. A livello internazionale è stata successivamente distribuita, raggruppata in 8 episodi, il 14 settembre 2020, su Netflix. La seconda stagione è stata pubblicata, sempre su HBO Max, il 25 febbraio 2021 ed è stata diffusa a livello internazionale, il 26 maggio 2021, su Netflix.

## Accoglienza
La serie ha ricevuto recensioni positive, con diversi critici che l'hanno confrontata favorevolmente con la serie precedente di Quintel, Regular Show.
Sul sito aggregatore di recensioni Rotten Tomatoes la prima stagione detiene un 100% di gradimento, basato su 19 recensioni professionali, con una valutazione media di 7,82 su 10. Il consenso critico del sito recita: "Completamente assurdo e tuttavia, assolutamente riconoscibile, Close Enough cattura la strana esperienza che è essere un adulto."